# Еенхана
Еенхана  (англ. Eenhana) - невелике місто на півночі Намібії, адміністративний центр області Охангвена, а також однойменного округу.

## Історія
До 1990 року місто було базою Південно-Африканських сил оборони. З 1990 року є частиною незалежної Намібії.
У місті розташовані принаймні п'ять масових поховань бійців СВАПО, що відносяться до часу Війни за незалежність .

## Географія
Місто знаходиться в західній частині області, поблизу кордону з Анголою, на відстані приблизно 560 кілометрів на північний північний захід (NNW) від столиці країни Віндгука. Абсолютна висота - 1108 метрів над рівнем моря .

## Населення
За даними офіційного перепису 2001 року, населення становило 3196 осіб .
Динаміка чисельності населення міста по роках:
| 2001 | 2013 |
| ---- | ---- |
| 3196 | 3790 |

## Пам'ятки
В 2008 році, у присутності президента Намібії Хіфікепуньє Похамба, був відкритий меморіал (Eenhana Memorial Shrine), присвячений пам'яті жертв Війни за незалежність.

## Транспорт
В околицях міста розташований однойменний аеропорт (ICAO: FYEN) .

## Міста-партнери
Харелбеке, Бельгія